# Campionato slovacco di calcio a 5 2007-2008
Il Campionato slovacco di calcio a 5 2007-2008 (Joma Extraliga 2007-2008) è stata la quindicesima edizione del Campionato slovacco di calcio a 5, disputato nella stagione 2007/2008 con la formula del girone all'italiana e successivi playoff tra le prime otto squadre. La vittoria finale è andata allo Slov-Matic FOFO, al suo quarto titolo nazionale.

## Stagione regolare
| Pos | Squadra                     | Pti | G  | V  | N | P  | GF  | GS  |
| --- | --------------------------- | --- | -- | -- | - | -- | --- | --- |
| 1   | Program Dubnica             | 49  | 20 | 16 | 1 | 3  | 111 | 63  |
| 2   | Slov-Matic FOFO             | 48  | 20 | 15 | 3 | 2  | 117 | 44  |
| 3   | FC Patrik Senica            | 37  | 20 | 11 | 4 | 5  | 82  | 53  |
| 4   | Sped-Trans Levice           | 37  | 20 | 11 | 4 | 5  | 90  | 64  |
| 5   | RCS Košice                  | 32  | 20 | 10 | 2 | 8  | 100 | 58  |
| 6   | MIMA Trnava                 | 27  | 20 | 8  | 3 | 9  | 79  | 89  |
| 7   | Pinerola                    | 25  | 20 | 7  | 4 | 9  | 60  | 85  |
| 8   | 4FSC Karpatia UK Bratislava | 18  | 20 | 5  | 3 | 12 | 56  | 81  |
| 9   | Buldog's Poprad             | 18  | 20 | 5  | 3 | 12 | 66  | 107 |
| 10  | KPP Baraberi Bratislava     | 12  | 20 | 3  | 3 | 14 | 39  | 103 |
| 11  | Makroteam Zilina            | 11  | 20 | 3  | 2 | 15 | 48  | 101 |

|  | Play-Off |
|  | Playout  |

## Playoff

### Quarti di finale
| Squadra1          | Squadra2         | Gara #1     | Gara #2         | Gara #3 |
| ----------------- | ---------------- | ----------- | --------------- | ------- |
| Buldog´s Poprad - | Program Dubnica  | 3 - 4 (DTS) | 5 - 7 (DTS)     |         |
| Pinerola -        | Slov-Matic FOFO  | 2 - 4       | 1 - 5           |         |
| ŠK MIMA Trnava -  | ŠK Šped-Trans    | 0 - 6       | 1 - 2           |         |
| RCS Košice -      | FC Patrik Senica | 2 - 1       | 1 - 1 (sospesa) |         |

### Semifinali
| Squadra1          | Squadra2      | Gara #1 | Gara #2 | Gara #3 |
| ----------------- | ------------- | ------- | ------- | ------- |
| Program Dubnica - | RCS Košice    | 5 - 1   | 3 - 6   | 4 - 2   |
| Slov-Matic FOFO - | ŠK Šped-Trans | 5 - 2   | 3 - 1   |         |

### Finale
| Squadra1          | Squadra2        | Gara #1 | Gara #2 | Gara #3 | Gara #4 | Gara #5 |
| ----------------- | --------------- | ------- | ------- | ------- | ------- | ------- |
| Program Dubnica - | Slov-Matic FOFO | 1 - 5   | 6 - 2   | 5 - 6   | 1 - 4   |         |